# Novoznameanka, Verhnii Rohaciîk
Novoznameanka (în ucraineană Новознам'янка) este un sat în comuna Berejanka din raionul Verhnii Rohaciîk, regiunea Herson, Ucraina.

## Demografie
Componența lingvistică a localității Novoznameanka
     Ucraineană (89,34%)
     Rusă (10,66%)
Conform recensământului din 2001, majoritatea populației localității Novoznameanka era vorbitoare de ucraineană (89,34%), existând în minoritate și vorbitori de rusă (10,66%).